# Gaskraftwerk Leipheim
Das Gaskraftwerk Leipheim (abgekürzt auch GKL) ist ein Gasturbinenkraftwerk zwischen den Orten Bubesheim und Leipheim im Landkreis Günzburg im bayerischen Regierungsbezirk Schwaben. Es wird als besonderes netztechnisches Betriebsmittel (bnBM) vorgehalten und darf ausschließlich durch den Übertragungsnetzbetreiber Amprion aufgerufen werden. Eigentümer ist die Lausitz Energie Kraftwerke AG. Genehmigungsinhaber und Betreiber ist die Gaskraftwerk Leipheim GmbH & Co. KG (GKL) mit Sitz in Ulm. Siemens Energy wurde mit der Errichtung und der Betriebsführung in den ersten 10 Jahren nach der Inbetriebnahme beauftragt.

## Geschichte
Auf dem Gelände des zu errichtenden Gaskraftwerkes, dem ehemaligen Flugplatz Leipheim, waren bis zum Jahr 2008 Truppenteile der Luftwaffe der Bundeswehr stationiert. Für eine erfolgreiche Nutzung des Geländes, gründete sich 2008 der „Zweckverband Interkommunales Gewerbegebiet Landkreis Günzburg“ (ZIGG) um die vorhandene Fläche von etwa 256 Hektar zu verwalten.
Im Jahr 2011 legten die Stadtwerke Ulm/Neu-Ulm einen Plan vor, bis 2016 für rund 900 Mio. € ein Gas-und-Dampf-Kombikraftwerk mit 2 × 600 Megawatt Leistung zu errichten. Ein Bürgerbegehren in Bubesheim gegen den Bau des Kraftwerks wurde am 11. September 2011 bei einem Bürgerentscheid abgelehnt.  Im April 2014 gaben die Stadtwerke bekannt, vorrangig nur noch den Bau eines einfachen Gasturbinenkraftwerks mit etwa 600 Megawatt (2 × 319 MWel) verfolgen zu wollen. Auch der alternative Betrieb mit Heizöl Extra Leicht (HEL) soll möglich sein. Im selben Jahr wurde auch die Zweckgesellschaft Gaskraftwerk Leipheim GmbH & Co. KG gegründet.
Im April 2017 reichte die GKL schließlich den Genehmigungsantrag nach Bundes-Immissionsschutzgesetz bei der Regierung von Schwaben ein. Mit Bescheid vom 4. Dezember 2018 hat die Behörde die Genehmigung für die Errichtung und den Betrieb des Gasturbinenkraftwerks Leipheim erteilt.

## Ausschreibungen
Für die Errichtung eines Gaskraftwerkes auf dem ehemaligen Flugplatz Leipheim gab es bisher drei Ausschreibungen. Die ersten beiden Ausschreibungen mussten zurückgezogen werden, da es keine Angebote gab. Bei diesen Ausschreibungen lagen die Planungen noch bei der Errichtung eines Gas- und Dampfturbinenkraftwerk (GuD) mit einer Leistung von 1200 MW.
Auch die dritte Ausschreibung stand kurz vor dem Scheitern, bis es überraschend zu einem Eigentümerwechsel kam.

## Erstes Projekt
In der dritten Ausschreibung, welche die Amprion GmbH im Februar 2019 startete, beabsichtigten die Gaskraftwerk Leipheim GmbH & Co. KG, die SWU Energie GmbH, die Siemens Energy und die Steag bis zum August 2023 ein Gaskraftwerk mit einer Leistung von 300 MW zu errichten.
Aber auch hier kam es immer wieder zu Verzögerungen, so dass auch dieses Projekt zu scheitern drohte. Am 9. Februar 2021 wurde dann überraschend bekannt, dass die LEAG 100 Prozent der Anteile der GKL von den Stadtwerken Ulm erworben hat und nun ihrerseits beabsichtigt, das geplante 300-MW-Gaskraftwerk zu errichten.

## Zweites Projekt
Am 9. Februar 2021 gab die LEAG eine Presseinformation heraus, in der bestätigt wird, dass der Konzern mit Sitz in Cottbus beabsichtigt, ein Gaskraftwerk im schwäbischen Leipheim zu errichten. Im Februar 2021 hat die Amprion gleichzeitig der Gaskraftwerk Leipheim GmbH & Co. KG und dem Kraftwerk einen Zuschlag als besonderes netztechnisches Betriebsmittel erteilt. Mit Zuschlag hat die LEAG die GKL als neuer Gesellschafter übernommen. Das besondere netztechnische Betriebsmittel (bnBm) gemäß § 11 Abs. 3 Energiewirtschaftsgesetz (EnWG) im Übertragungsnetz der Amprion dient ausschließlich der Netzsicherheit, um in Notsituationen, welche die Netzstabilität gefährden, angefahren zu werden. Dies darf jedoch nur nach Aufruf durch den Netzbetreiber Amprion geschehen. Die Hochlaufzeit bis zur vollen Netzeinspeisung soll dabei nur etwa 30 Minuten betragen. Eine Teilnahme am regulären Strommarkt ist dabei ausgeschlossen. Hintergrund für den Bau solcher Anlagen ist der beschlossene Atom- und Kohleausstieg in Deutschland von dem besonders die Energieversorgung in Süddeutschland betroffen ist.
Da sowohl die immissionsschutzrechtliche Genehmigung als auch die Planfeststellungsbeschlüsse für die Gas- und Stromtrasse bereits vorlagen, wurde im Februar 2021 mit den ersten Arbeiten auf dem Gelände begonnen. Im Sommer 2021 wurde dann, durch die Siemens Energy, mit dem Bau des eigentlichen Gaskraftwerkes begonnen. Die Investitionskosten sollen sich zwischen 270 Millionen und 300 Millionen Euro bewegen.
Die Siemens Energy ist dabei auch für die zukünftige Betriebsführung und Instandhaltung verantwortlich. Außerdem ist vorgesehen, das GKL leittechnisch in das Kraftwerk Schwarze Pumpe im brandenburgischen Spremberg einzubinden. Hierbei soll jedoch, für einen Zeitraum von 5 Jahren, lediglich ein Beobachten erfolgen, denn die Betriebsführung liegt in diesem Zeitraum ebenfalls bei der Siemens Energy. Vom Kraftwerk Schwarze Pumpe ist es schon jetzt möglich, das GTKW Thyrow im Landkreis Teltow-Fläming und das GTKW Ahrensfelde im Landkreis Barnim zu bedienen.
Das erforderliche Erdgas stammt aus dem Gastransportnetz der Bayernets GmbH. Für die Anbindung ist eine etwa 6,2 Kilometer lange Gasanbindungsleitung mit einem Rohrdurchmesser von DN 500 vorgesehen. Für den Anschluss an das Übertragungsnetz der Amprion ist die Errichtung einer kombinierten 380-kV-Höchstspannungsfrei- und -erdkabelleitung geplant. Die Länge der Leitung beträgt insgesamt rund 3,65 km, wovon ca. 2,75 km auf die Kabeltrasse und ca. 0,9 km auf die Freileitungstrasse mit fünf neuen Masten entfallen. Für den Übergang von Erdkabel und Freileitung ist die Errichtung einer Kabelüberführungsstation erforderlich.
Die erste Netzschaltung des GKL war für den 5. August 2023 geplant. Der geplante Leistungszeitraum des GKL liegt bei 10 Jahren.
Am 29. September 2021 erfolgte im Beisein von einer Vertreterin der bayerischen Landes- und Regionalpolitik Frau Dr. Ulrike Wolf, dem Leiter Kraftwerke der LEAG Thomas Hörtinger, dem Bürgermeister von Leipheim Christian Konrad und weiteren Persönlichkeiten die feierliche Grundsteinlegung.
Am 10. März 2023 hat das erste Zünden der Gasturbine und dem anschließenden Hochfahren auf Nenndrehzahl stattgefunden. Die erste Netzschaltung fand am 14. März 2023 statt. Seit Juli 2023 ist auch ein Überwachen aus dem Kraftwerk Schwarze Pumpe möglich.
Am 31. Juli 2023 fand im Beisein des bayerischen Ministerpräsidenten Markus Söder, des CEO der LEAG Thorsten Kramer, Olaf Kreyenberg (Vice Präsident Gas Services Sales Europe, Russia & Central Asia bei Siemens Energy), Dr. Hans-Jürgen Brick (Vorsitzender der Geschäftsführung der Amprion GmbH) und weiteren Persönlichkeiten, die feierliche Inbetriebnahme des Gaskraftwerkes Leipheim statt.
Kramer gab bei seiner Rede bekannt, das die LEAG perspektivisch beabsichtige, am Standort Leipheim, ein weiteres Gaskraftwerk zu errichten. Das angedachte Gaskraftwerk soll dabei etwa dieselbe Größenordnung haben, wobei dieses im Zuge der Energiewende, H2-ready fähig sein soll. Außerdem soll dieses dann nicht nur für besondere Notfälle vorgehalten werden, sondern über eine Gas- und Dampfturbine (GuD) verfügen und somit regulär Strom am Markt anbieten. Kramer machte solche Investitionen aber davon abhängig, das die Politik die notwendigen Voraussetzungen und Anreize für derartige ambitionierte Vorhaben schafft.